# Elio Colosimo
Elio Colosimo (Sersale, 5 settembre 1937 – Catanzaro, 23 giugno 2009) è stato un politico italiano.

## Biografia
Imprenditore agricolo, impegnato in politica con il Movimento Sociale Italiano, viene eletto senatore alle elezioni politiche del 1987, rimanendo in carica fino al 1992.
Nel 1994 e nel 1996 viene poi eletto deputato con Alleanza Nazionale, concludendo il proprio mandato parlamentare nel 2001. Nella XIII legislatura subentra al dimissionario Raffaele Valensise.
Muore nel giugno del 2009, all'età di 71 anni.